# Luňákovec černý
Luňákovec černý (Aviceda leuphotes) je malý dravý pták z čeledi jestřábovití obývající lesnaté oblasti severozápadní Indie, východních Himálají, Číny a jihovýchodní Asie.

## Systematika
Luňákovce černého popsal Charles Dumont de Sainte Croix v roce 1820 jako Falco leuphotes. Rozlišují se 3 poddruhy s následujícím rozšířením:
- A. l. syama (Hodgson, 1837) – od středního Himálaje po jižní Čínu a severní Myanmar
- A. l. leuphotes (Dumont, 1820) – od jihozápadní Indie po jižní Myanmar a západní Thajsko
- A. l. andamanica Abdulali & Grubh, 1970 – Andamanské ostrovy

## Popis
Luňákovec černý je malý dravec o délce těla kolem 28–35 cm. Rozpětí křídel je 64–74 cm, běhák je dlouhý 13–15 cm. Opeření je převážně leskle černé. Na hlavě se nachází výrazná černá chocholka, která se na vrcholu hlavy zakrucuje nahoru. Na hřbetu, ramenních perutích a velkých krovkách se nachází bílé či kaštanové fleky. Loketní letky zdobí bílá až kaštanová skvrna. Hrdlo je černé, pod ním je umístěn bílý hrudní štít. Břicho je červenohnědé až usňové s černým příčným pruhováním. Ozobí je šedé, nohy černé. Duhovky jsou červenohnědé až fialovo hnědé. Spodní strana křídel je převážně černá, loketní letky jsou do bíla a přechod mezi černou a bílou bývá kaštanový.

## Biologie
Jedná se převážně o stálé ptáky, nicméně část populace je tažná. Živí se hlavně hmyzem (rovnokřídlí, brouci, noční motýli aj.), ještěrkami a stromovými žábami. Občas uloví i netopýra nebo menší ptáky či savce. Potravu nejčastěji sbírá kolem soumraku nebo při zatažené obloze. Jedná se o sociálního dravce, který se často pohybuje v páru nebo malých skupinkách do 5 jedinců. Při hřadování nebo v době migrace se sdružuje do skupin o 20–25 jedincích.
K hnízdění dochází mezi únorem a červencem. Hnízdo miskovitého tvaru z větviček bývá umístěno vysoko v korunách stromů. V průměru má 25–40 cm a je hluboké 10–20 cm, vystýlku tvoří tráva a zelené listy. Velikost snůšky je 2–3 vejce.

## Rozšíření a populace
Druh je celoročně rozšířen v Kambodži, Číně, Indii, Laosu, Myanmaru, Thajsku a Vietnamu. V době hnízdění se ještě vyskytuje v Bangladéši, Bhútánu a Nepálu, zimuje v Indonésii, Malajsii, Singapuru a na Šrí Lance. Stanoviště tvoří okraje opadavých i stálezelených lesů (včetně bambusových lesů), často v blízkosti vodního toku a s dostatkem otevřených prostranství. Vyskytuje se od úrovně moře do 1500 m n. m., hnízdí typicky mezi 100–1200 m n. m.
Celková populace druhu není známá, hrubě se odhaduje na 10 000–50 000 jedinců.

## Ohrožení a ochrana
Přesná data o velikosti populace sice nejsou dostupná, avšak tím, že je druh vázán na lesy, které jsou na ústupu, se dá předpokládat, že i populace luňákovců černých klesá. Jen mezi lety 2001–2020 se plocha lesů v areálu rozšíření druhu zmenšila o cca 15 %, čili se dá předpokládat i podobný úbytek populace. Druh se sice částečně přizpůsobil změnám v krajině a obývá i sady, zahrady a zemědělské oblasti, jeho primárním biotopem však zůstávají lesy. Menší, lokální ohrožení představuje i obchodování s luňákovci, které bylo zaznamenáno v Indonésii. Mezinárodní svaz ochrany přírody i tak druh hodnotí jako málo dotčený.